# Milja Hellsten
Milja Hellsten (Jämsä, 12 de junio de 1990) es una deportista finlandesa que compitió en curling. Ganó una medalla de bronce en el Campeonato Europeo de Curling Femenino de 2015.

## Palmarés internacional
| Campeonato Europeo | Campeonato Europeo  | Campeonato Europeo | Campeonato Europeo |
| Año                | Lugar               | Medalla            | Prueba             |
| ------------------ | ------------------- | ------------------ | ------------------ |
| 2015               | Esbjerg (Dinamarca) | Medalla de bronce  | Equipo             |